# 合肥市第二中学
合肥市第二中学，简称合肥二中，位于合肥市包河区曙光路与黄山路交口，建校于1952年，是安徽省最早的重点中学之一，2014年12月被批为安徽省级示范高中，亦为合肥市外国语学校。